# 帝汶海豬魚
帝汶海豬魚（学名：Halichoeres timorensis），又名柳冷仔、帝汶儒艮鯛，为輻鰭魚綱鱸形目隆頭魚亞目隆頭魚科海豬魚屬下的一个种，其种加词“timorensis”意为“帝汶的”。分布於印度西太平洋區，從斯里蘭卡至印尼海域，棲息深度5-15公尺，體長可達12公分，棲息在珊瑚、海草生長的礁石區，可作為觀賞魚。